# Legenda (film 1985)
Legenda (ang. Legend) – amerykańsko-brytyjski film fantasy z 1985 roku w reżyserii Ridleya Scotta.

## Opis fabuły
Dawno temu przed nastaniem czasu świat przed mrokiem chroni światło zachowane w duszach jednorożców, najbardziej mistycznych z istot. Władca Ciemności chce zalać cały świat swą domeną i rozkazuje swemu słudze, goblinowi Blixowi zabić dwa ostatnie żyjące jednorożce i pozbawić ich rogów. Tymczasem młodziutka księżniczka Lili odwiedza żyjącego w lesie i znającego mowę zwierząt Jacka, swego rówieśnika i przyjaciela. Jack zabiera ją nad leśny strumień, gdzie poją się jednorożce. Gdy Lili, nie bacząc na zakaz Jacka, zbliża się do ogiera, Blix i jego pomagierzy Pox i Blunder strzelają do niego zatrutą strzałką płosząc jednorożce.
Śmiejąca się z trosk Jacka Lili wrzuca swój pierścionek do stawu, oświadczając, że poślubi tego, kto go znajdzie. Podczas gdy Jack nurkuje za pierścionkiem, gobliny tropią otrutego ogiera i odcinają jego róg, powodując nagłe nadejście zimy. Lili ucieka w przerażeniu, a Jack ledwo przebija się przez zamarznięty stawu. Lili chroni się w zaprzyjaźnionej chłopskiej chacie zamrożonej przez chłód. Tam w ukryciu widzi, jak gobliny testują magiczne moce rogu i słyszy, że była przynętą w zabiciu ogiera. Niesiona poczuciem winy podąża za nimi, chcąc naprawić swój grzech.
Jack w towarzystwie leśnego elfa Gumpa, wróżki Oony oraz krasnali Screwballa i Brown Toma znajduje klacz jednorożca opłakującą martwego ogiera. Jack czując się winnym, jako że pokazał Lili jednorożce, przeprasza klacz informującą go, że wielki bohater musi odzyskać róg i zwrócić go ogierowi. Wszyscy uważają Jacka za tego bohatera, mimo jego protestów tłumaczonych nieumiejętnością w walce. Grupa znajduje ukrytą starożytną zbrojownię, a Brown Tom pilnuje klaczy. W tym samym czasie zachłyśnięty mocą rogu Blunder nieudolnie próbuje obalić Władcę Ciemności i zostaje przez niego wtrącony do podziemi. Władca Ciemności wścieka się na pozostałe gobliny za oszczędzenie klaczy jednorożca, gdyż póki ona żyje, świat wciąż opiera się wiecznej ciemności. Będąca tego świadkiem Lily natyka się na Brown Toma i ostrzega go, że gobliny chcą zabić klacz.
Po krótkiej walce Brown Tom zostaje ogłuszony przez gobliny, które chwytają zarówno Lili i klacz. Po powrocie Jack i jego sojusznicy kierują się w stronę zamku Władcy Ciemności. Na bagnach atakuje ich wiedźma Meg Mucklebones, ale Jack używa sprytu i w trakcie schlebiania jej urody zabija ją przez dekapitację. U podnóży zamku wszyscy wpadają do podziemnej celi więziennej z Blunderem, będącym w rzeczywistości skrzatem szukającym przygód. Oona używa swojej magii, aby uciec z celi i odzyskuje klucze, aby uwolnić pozostałych.
Władca Ciemności uwodzi Lily, która zgadza się go poślubić pod warunkiem osobistego zabicia klaczy jednorożca. Jack i Gump dowiadują się, że światło dzienne może zniszczyć Władcę Ciemności. Po uratowaniu Blundera przed upieczeniem w cieście z rąk zamkowych ogrów, grupa bierze gigantyczne metalowe talerze jako prowizoryczne lustra mające odbić światło słoneczne do komnaty, w której klacz ma zostać złożona w ofierze. Gump kierując troską o jednorożca każe Jackowi zastrzelić Lily. Jack wstrzymuje się, gdyż wciąż ufa Lili. Ta uwalnia jednorożca, gdyż udawała zauroczenie Władcą Ciemności, co powoduje jego gniew. Jack staje do nierównej walki z Władcą Ciemności.
Władca Ciemności zostaje ugodzony przez Jacka rogiem ogiera, a przez przekierowane światło słoneczne wpadające do komnaty, zostaje zrzucony na skraj wiecznej pustki. Ogier zostaje wskrzeszony po odzyskaniu swego rogu, kończąc tym zimę. Jack wyciąga pierścień Lily ze stawu i umieszcza go na jej palcu. Wyznają sobie miłość i wspólnie udają się do lasu żegnani przez Gumpa, krasnale, Oonę, Blundera i jednorożce.

## Obsada
- Tom Cruise – Jack
- Mia Sara – księżniczka Lily
- Tim Curry – Władca Ciemności
- David Bennent – Gump
- Alice Playten –
  - Gump (głos),
  - Blix
- Annabelle Lanyon – Oona
- Billy Barty – Screwball
- Cork Hubbert – Brown Tom
- Kiran Shah – Blunder
- Peter O’Farrell – Pox
- Robert Picardo – Meg Mucklebones

## Produkcja
Na pomysł filmu Ridley Scott wpadł podczas kręcenia Pojedynku (1977) we Francji. W tej wersji miała być to klasyczna baśń o walce sił światła i ciemności. Do klarowniejszego konceptu Scott doszedł podczas kończenia Obcego  – ósmego pasażera Nostromo (1979) i rozpoczęcia zdjęć Łowcy androidów (1982).

Jednym z powodów, dla których chciałem zrealizować Legendę, był mój porzucony projekt, Tristan i Izolda. Po Pojedynku nie widziałem sensu w poświęcaniu kolejnego roku mojego życia na to, co w gruncie rzeczy byłoby kolejnym artystycznym filmem, który oglądałaby tylko ograniczona widownia. Choć scenariusz był napisany dla Tristana, czułem, że ścigam się za tymi samymi wyczerpującymi i frustrującymi celami, choć artystycznymi. Zrezygnowałem więc z pomysłu i zdecydowałem się zrobić Obcego. Patrząc wstecz podjąłem słuszną decyzję. Następnie przez rok przygotowywałem się do Diuny, ale widziałem tylko przed sobą kolejne dwa i pół roku rozciągające się w nieskończoność zanim stanąłem za kamerą. Tworzenie filmów polega właściwie na wychodzeniu i działaniu, a nie trwonieniu trzech lat na etapie przygotowań. Ale zawsze chciałem powrócić do koncepcji mitologicznych lub baśniowych, ponieważ jestem jednym z tych ludzi, którzy uważają, że realny świat nie jest szczególnie interesujący.

Podczas opracowania scenariusza Legendy Scott przeczytał wszelkie możliwe europejskie baśnie, szczególnie te opracowanie przez braci Grimm. Unikał tych motywów, które uznawał za zbyt urocze bądź fabularnie było związane z zamkiem i wieśniakami. Był zdania, że znacznie łatwiej jest zaprojektować historię, która pasuje do medium kina, niż przekształcić medium, aby dopasować je do istniejącej historii. W tym czasie Scott zapoznał się z twórczością amerykańskiego pisarza Williama Hjortsberga i skontaktował się z nim. Jak się okazało Hjortsberg napisał już scenariusze do paru niedoszłych niskobudżetowych filmów i miał podobną wizję co Scott.

Nie chciałem robić czegoś otwarcie niedostępnego, co mogłoby się zdarzyć w przypadku europejskiego scenarzysty. Uważałem fakt, iż Gatz jest Amerykaninem, za korzyść. Oznaczał większe uniwersalne zainteresowanie. Podczas naszego pierwszego spotkania wyświetliłem Piękną i Bestię Jeana Cocteau i oparłem naszą współpracę na tym, że oboje byliśmy dzikim entuzjastami tego filmu.

W styczniu 1981 roku, tuż przed głównym zdjęciem do filmu Łowcy androidów, Scott i Hjortsberg spędzili pięć tygodni wypracowując ogólny zarys fabuły, który pierwotnie nosił tytuł Legend of Darkness. Jednym aspektem, na którym bardzo Scottowi zależało, było ukazanie świata zewnętrznego w jak najbardziej oszczędnym sposób. W tym celu zdecydowano się na samotny domek zegarmistrza. Pierwotna wędrówka bohaterów była bardziej rozbudowana i obejmowały klasyczny proces zdobywania, ale wszystko to musiało zostać znacznie skrócone, jednak Scott obawiał się, że historia stanie się zbyt skomplikowana w kontekście filmowym. Głównie ze względu na skalę budżetu, którym operowano, Scott chciał nadać filmowi bardziej współczesny charakter i mając świadomość, że szeroka widownia w przeciwieństwie do krytyków i jego samego niespecjalnie toleruje takiego podejścia. Osobiście uwielbiam takie podejście, ale poza krytykami większość osób tego nie akceptuje zbyt klasycznego opowiadania.
Jeszcze w trakcie tworzenia Łowcy androidów Ridley Scott skontaktował się z charakteryzatorem Robem Bottinem, po tym jak widział efekty jego pracy w Skowycie (1981). Jednak Bottin musiał zrezygnować, jako że został zatrudniony przy Czymś (1982). Scott opowiedział mu o Legend of Darkness, którego scenariusz Bottin przeczytał pod koniec produkcji Czegoś. Zainteresowany Bottin uważał film i jego tematykę za doskonałą okazję do stworzenia postaci w stylu Czarnoksiężnika z krainy Oz (1939). Miał też świadomość wysokich standardów Scotta: „Dodatkowo, wiedziałem, że Ridley będzie nalegał, aby charakteryzacje wyglądały doskonale na zdjęciach. Ma reputację bycia Rembrandtem w dziedzinie tworzenia filmów”.
Wizualny wygląd, jaki Scott wyobraził sobie dla Legendy, został zainspirowany stylem animacji Walta Disneya. Głównym powodem obrania takiego kierunku u Scotta było tworzenie filmu pod dzieci: „Mógłbym podjąć ten sam scenariusz i pójść dwiema drogami. Jedna z nich byłaby mroczna i celtycka, co by ją ograniczyło. Druga droga to droga Disneya, a ponieważ Legendę stworzyłem przede wszystkim dla dzieci, moich dzieci dokładniej mówiąc, to właśnie tą ścieżką podążyłem”. Nawet zaoferował ten projekt Walt Disney Productions, ale wytwórnia wówczas głównie produkująca filmy kierowane do rodzin odmówiła ze względu na mroczny ton filmu. Scott początkowo próbował skorzystać z usług projektanta konceptualnego Briana Frouda, ale został odrzucony. Następnie zatrudnił Alana Lee jako konsultanta wizualnego, który narysował niektóre postacie i naszkicował otoczenie. Jednak Scott ostatecznie zastąpił Lee scenografem Asshetonem Gortonem, którego chciał wcześniej zatrudnić przy Obcym  – ósmym pasażerze Nostromo i Łowcą androidów. Scott uważał, że Gorton wiedział, jakie są pułapki kręcenia plenerów na planie studyjnym: „Oboje wiedzieliśmy, że cokolwiek byśmy zrobili, nigdy nie będzie wyglądać całkowicie realistycznie, ale bardzo szybko zyska własną rzeczywistość i zrezygnuje z jakiejkolwiek teatralności”.
Tak jak Scott planował, Legenda wizualnie odwoływała się do disneyowskich filmów animowanych takich jak Królewna Śnieżka i siedmiu krasnoludków (1937), Pinokio (1940) i Fantazja (1940). Wygląd Legendy był również inspirowany ilustracjami Arthura Rackhama i Heatha Robinsona. Budżet filmu zamknął się w 24,5 mln dolarów, a wytwórniami zaangażowanymi w jego produkcję były Universal Pictures z prawem dystrybucji filmu w Stanach Zjednoczonych i Kanadzie, oraz 20th Century Fox z prawem dystrybucji w reszcie świata.
Pierwsza wersja scenariusza zawierała tysiące postaci, głównie fantastycznych, ale Rob Bottin, dostępny po zakończeniu pracy nad Czymś, i Ridley Scott zdecydowali zmniejszyć ilość postaci do akceptowalnego poziomu:

Wiele pobocznych postaci i fantastycznych stworzeń zostało usuniętych, ponieważ główne postacie wymagały skomplikowanych charakteryzacji protezowych, które musiałyby być noszone przez nawet sześćdziesiąt dni zdjęciowych. W większości filmów nie wykorzystuje się kompletnych protez na całe ciało, lub używa się ich tylko w konkretnych scenach. Nie w przypadku Legendy!

Wedle słów Bottina Legenda miała wówczas największą ekipę od charakteryzacji przeznaczoną do jednego filmu w historii. Wobec tego Bottin podzielił swoje studio na różne sekcje, aby zmniejszyć ogromne obciążenie pracy. Kiedy obsada została skompletowana, rozpoczęli wykonywanie odlewów twarzy oraz projektowanie postaci na arkuszach rysunkowych, które pokrywali na szkicach twarzy aktorów. Duży udział w projektach postaci miał także sam Scott i niektórzy aktorzy. Alice Playton wcielająca się w Blixa uważała, że jej postać powinna przypominać Keitha Richardsa, więc Scott wykonał szkic przedstawiająca Richardsa jako goblina, co posłużyło ekipie Bottina jako punkt wyjścia. Z kolei Cork Hubbert grający Brown Toma podszedł do swej postaci z entuzjazmem i nawet się ogolił na łyso, by zaoszczędzić czasu na charakteryzacji, czym zaskoczył Bottina. Brown Tom był ulubioną postacią do projektowania przez Bottina, który wyobrażał go jako pijaną wróżkę: „Dałem mu dziwaczne uszy takie jak u Gapcia z Królewny Śnieżki i siedmiu krasnoludków, ogromny nos, aby oczy wydawały się bliżej siebie i mniej inteligentne, głupkowatą górną wargę, wystające zęby i łysiejącą głowę taką jak u Larry’ego w Three Stooges”. Charakteryzacja do postaci Gumpa, Oony i Screwballa ze względu na ich projekt była mniej zajmująca. Każdy z aktorów, z wyjątkiem Cruise’a i Sary których postacie nie wymagały charakteryzacji, był poddany charakteryzacji ok. 3,5 godzin przez zespół Peter Robb-Kinga pod okiem Bottina. Scott wspominał, że aktorzy odczuwali zmęczenie przy krześle charakteryzatorskim, jednak widząc efekt końcowy ich kreacji znajdowali nową energię na planie filmowym. Z kolei Tim Curry spędzał czas na charakteryzacji od 5 do 8 godzin, jako że jego całe ciało wymagało pokrycia makijażem. Zaś, żeby usunąć charaketryzację Curry siedział w łazience koło godziny, by zmyć z ciała sztuczną skórę. Przebywanie w pokaźnym kostiumie spowodowało u Curry’ego dyskomfort i oznaki klaustrofobii.
Pierwsza wersja montażowa trwała 125 minut, co Scott uważał za satysfakcjonujące, ale czuł, że zbytnio skupia się na drobnych wątkach fabularnych. Kolejny montaż trwał 113 minut i podczas testowego pokazu w hrabstwie Orange został przez część widzów uznany za doskonały. Jednak zdecydowano o kolejnych cięciach i film został ostatecznie skrócony do 95 minut. W takiej wersji Legenda była wyświetlana później w Wielkiej Brytanii, jak i na terenie reszty Europy. Jednak na rynek amerykański film został skrócony do 89 minut, a także doczekał drastycznych zmian. Między innymi scena w chłopskiej chatce została drastycznie skrócona, by Jack i Lili szybciej pojawili się na ekranie. Z kolei wygląd Władcy Ciemności w wersji europejskiej nie był pokazywany aż do momentu osobistego spotkania z Lili. Zaś w wersji amerykańskiej Władca Ciemności pojawił się już w swej pierwszej scenie mającej miejsce w pierwszych minutach filmu.
Scott wówczas tłumaczył tak duże różnice w obu wersji europejskiej oraz amerykańskimi różnicami kulturowymi. Uważał europejskich widzów za bardziej wyrafinowanych zdolnych bardziej zaakceptować subtelności, kiedy amerykańscy widzowie wolą bezpośredniość. Był zdania, że winę ponosi zbytni udział mediów w życiu Amerykanów, zwłaszcza młodszego pokolenia, które wychowane na kanałach pokroju MTV było zbyt niecierpliwe i dlatego amerykańska wersja stała się prostsza.

## Premiera
Legenda w wersji europejskiej miała oficjalną premierę we Francji 28 sierpnia 1985 roku. Amerykańska premiera miała odbyć w 8 listopada 1985 roku, ale została opóźniona do 1986 roku, ze względu na niesatysfakcjonujące dla Universal Pictures wyniki pokazów testowych. Universal zdecydował uczynić film bardziej komercyjnym i zastąpił oryginalną partyturę Jerry’ego Goldsmitha muzyką elektroniczną. Premiera amerykańskiej wersji filmu odbyła się w Ameryce Północnej 18 kwietnia 1986 roku.

## Nagrody i nominacje
Oscary za rok 1986
- Najlepsza charakteryzacja – Rob Bottin, Peter Robb-King (nominacja)

## Odbiór
Maciej Pawlicki w swej negatywnej recenzji Nieśmiertelnego (1986) na łamach „Filmu” ubolewał nad tym, że z przedstawicieli kina fantasy to nie Legenda otrzymała polską dystrybucję.